# The Very Best of the Jacksons
The Very Best of the Jacksons ist eine 2004 bei der Plattenfirma Sony BMG erschienene Compilation (Zusammenstellung) der US-amerikanischen Popband The Jacksons. Sie vereint zum ersten Mal die Songs der Brüder aus ihrer Anfangszeit von 1969 bis 1975 beim Black Music Label Motown (damals noch als The Jackson Five unter Vertrag) mit den Songs, die bei Epic (heute ein Musiklabel von Sony BMG) von 1976 bis 1989 eingespielt wurden. Jene Songs aus der Zeit bei Epic katapultierten den Leadsänger Michael Jackson Anfang der Achtziger an die Spitze der Charts und zum Weltstar.
Auf zwei CDs befinden sich Lieder, die zwischen 1969 und 1989 entstanden sind. Dabei orientiert sich die Auswahl der Songs stark an deren Chartplatzierung. Es liegt ferner ein Booklet bei, welches eine Rezension über die musikalischen Höhepunkte liefert. Sämtliche Songs wurden einem so genannten digitalen Remastering unterzogen und klingen dadurch so, als wären sie mit der Technik in der heutigen Zeit aufgenommen worden. Die Songs wurden zudem erstmals in Dolby Surround abgemischt.

## Trackliste

### Disc 1 (0:52:06)
Die erste CD deckt die Zeit bei Motown ab und enthält die folgenden Stücke:
1. I Want You Back (2:58)
2. ABC (3:00)
3. The Love You Save (3:05)
4. I’ll Be There (3:58)
5. Mama’s Pearl (3:12)
6. Never Can Say Goodbye (2:58)
7. Sugar Daddy (2:34)
8. Dancing Machine [Single Edit] (2:38)
9. Lookin’ Through the Windows (3:37)
10. Doctor My Eyes (3:10)
11. Ain’t No Sunshine (4:12)
12. Got to Be There [Single Edit] (3:24)
13. Rockin’ Robin (2:34)
14. Ben [Single Edit] (2:46)
15. One Day in Your Life (4:11)
16. Farewell My Summer Love (3:42)

### Disc 2 (1:16:38)
CD 2 zeigt den Werdegang von Michael Jackson zum Weltstar bei Epic. Die Songs bei Epic waren zwar geringere Charterfolge, sind musikalisch aber weitaus ausgereifter. Eine Livefassung von Don’t Stop ’til You Get Enough, dem ersten Solohit 1979 von Michael Jackson bei Epic, ist zusätzlich enthalten.
1. Can You Feel It (6:00)
2. Blame It on the Boogie (3:33)
3. Enjoy Yourself [Extended Version] (3:42)
4. Show You The Way to Go (5:28)
5. Dreamer (3:07)
6. Even Though You’re Gone (4:34)
7. Goin’ Places (4:30)
8. Torture (4:56)
9. Shake Your Body (Down to the Ground) [Single Edit] (3:47)
10. Lovely One (4:52)
11. This Place Hotel [aka Heartbreak Hotel] (5:46)
12. Walk Right Now (6:27)
13. State of Shock (4:32)
14. 2300 Jackson Street (5:07)
15. Nothin’ (That Compares 2 U) (5:25)
16. Don’t Stop ’til You Get Enough (Live-Fassung U.S. Tour 1981) (4:45)